# Silene oreophila
Silene oreophila är en nejlikväxtart som beskrevs av Pierre Edmond Boissier. Silene oreophila ingår i släktet glimmar, och familjen nejlikväxter. Inga underarter finns listade i Catalogue of Life.